# Барабан (зброя)

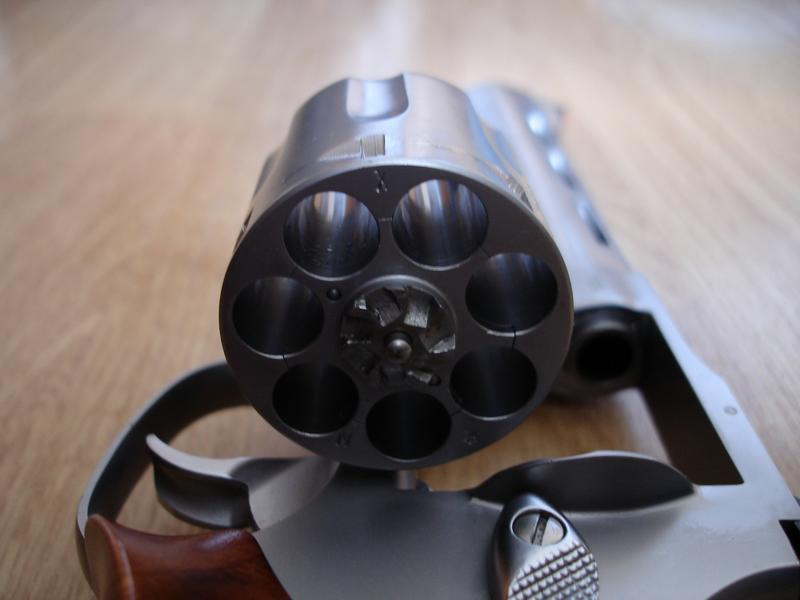
Барабан револьвера Taurus 627-KLM

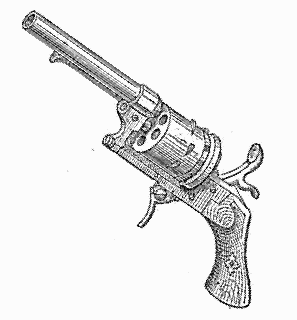
Револьвер MKL1888

Бараба́н — обертальна частина стрілецької зброї циліндричної форми, що слугує для постачання боєприпасів, кожен з яких міститься в окремій комірці. Використовується в револьверах, револьверних рушницях, револьверних гарматах.

## Історія

### Походження
Перші барабани для вогнепальної зброї з'явилися в 16-ому столітті і з часом в них почали робити від трьох до дванадцяти камор. Один з перших екземплярів датовано 1587 роком. Барабани робили для збільшення вогневої потужності зброї. Серед тогочасної зброї переважали мушкети, з яких можна було зробити один постріл до перезарядки. Перезаряджання однозарядної зброї займало доволі часу, а в бойовій ситуації цей час був дорогоцінним, тому зброя після пострілу ставала непотрібною. Зброя з кількома вже зарядженими каморами давала велику перевагу над ворогом.

### Кременеві
Першою зброєю де було використано барабан, стала кременева зброя. Камори не проходили через весь барабан. У тильній частині кожної камори був маленький запалювальний отвір, просвердлений через бічну сторону барабана. Для кожного отвору було зроблено порохову полицю на поверхні барабана. Кожна полиця мала ковзні дверцята які закривали її. Це не давало висипатися пороху при обертанні барабана. Припустимо, що кожна полиця заповнена порох, а кожна камора заряджена, стрільцю необхідно вручну обернути барабан, щоб вирівняти ствол і камору, відкрити дверцята полиці і зброя готова до стрільби. У порівнянні з однозарядними мушкетами, виробництво такої зброї було дуже витратним, тому її випускали дуже мало.

### Капсулі
Наступна еволюція барабана відбулася в 1830-х роках. Поки хімія ще зароджувалася, розробка гримучої ртуті як запалу для зброї призвела до появи ударних капсулів. Врешті це призвело до появи капсульних барабанів. Як і в кременевих барабанах, камори капсульних барабанів були просвердлені не до кінця. Порохові полиці було замінено на ударні капсулі, а запалювальні отвори замінили патрубки. Патрубки вставляли в заглиблення у задній частині кожної камори. Ударний капсуль розташовували над патрубком. Така зброя швидко отримала механізм, який дозволяв автоматично обертати барабан, вирівнюючи камору зі стволом і фіксуючи її на місця. Кожна камора заряджалася таким саме чином, що і кременеві барабани, в передню частину камори засипали міру пороху, вставляли кулю і утрамбовували її шомполом.

### Голчасті револьвери
Після появи наприкінці 1830-х року голчастої гвинтівки, незабаром було розроблено револьвер. У цій зброї використовували паперовий набій. У зброї використовували довгий, тонкий голкоподібний бойок, який проходив через маленький отвір у тиловій частині барабана, через порох і наносив удар по одноразовому запалювальному капсулю, який розташовувася за кулею. Револьверний барабан мав маленький отвір у тиловій частині кожної камори. Використання паперового набою було відміною від ранніх методів заряджання зброї.

### Шпилькове запалення
Приблизно в той саме час коли з'явилися голчасті системи, з'явився і шпильковий метод запалення. При такому методі використовували паперовий набій з запальним капсулем з латунною основою, що призвело до появи латунних гільз. Збоку в набій над капсулем вставляли міцну шпильку. Курок штовхав шпильку в капсуль і детонував запал. Шпилькові револьвери мали барабани з просвердленими наскрізь каморами з невеликими каналами, де розташовувалися шпильки. Такий тип барабана вперше запатентували у Франції в 1854 році. Для заряджання таких револьверів треба було зсунути дверцята, змонтовані за барабаном. Щоб дістати стріляні гільзи, їх шомполом виштовхували через відкриті дверцята.

### Кільцеве та центральне запалення
Барабани під такі набої більшість людей вважають сучасним винаходом. Такі набої є суцільнометалевими, а курок наносить удар у тилову частину набою. У набоях кільцевого запалення запал знаходиться у фланці. Набої центрального запалення мають капсуль в основі гільзи. Барабани схожі на барабани шпилькових револьверів, оскільки камори просвердлені наскрізь, але вони не мають додаткових отворів або каналів. У 1857 році Smith & Wesson отримали патент на ці просвердлені барабани. Видалення порожніх гільз у першим моделях відбувалося по одній за допомогою шомпола, як і шпилькових револьверах. Пізніше моделі з відкидними барабанами отримали екстрактори які викидали всі набої і гільзи одночасно при натисканні на екстрактор.

### Стрічковий пістон
У 1850-х роках для конкуренції з капсульними револьверами Кольта було розроблено револьвер, де використовували паперову запалювальну стрічку для запалення пороху у каморах. За принципом роботи він був схожий на сучасні іграшкові пістолети з пістонами. В основному пістони працювали як капсульні револьвери, але патрубок був один, через який іскра потрапляла до запалювального отвору у задній частині кожної камори. Кожна камора заряджалася як і в капсульному револьвері.

## Конструкції

### Фіксовані барабани

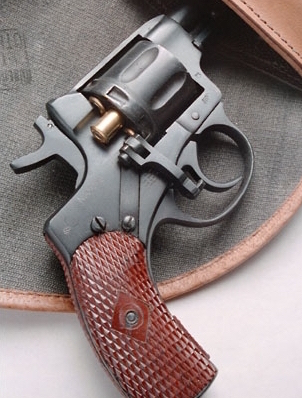
Револьвер Наган M1895, з фіксованим барабаном і відкритими дверцятами для заряджання

Перше покоління револьверів під унітарний набій були переробленими капсульними револьверами. У багатьох з них (особливо у тих які випустили задовго до переробки), для заряджання барабана необхідно було вийняти штифт барабана, а потім вийняти барабан з револьвера. Пізні моделі отримали дверцята у тильній частині барабана, що дозволило заряджати барабан по одному набою при цьому необхідно було обертати барабан, а під стволом знаходився шомпол, яким вибивали стріляні гільзи. Більшість револьверів, які заряджалися таким образом, були револьверами одинарної дії.
Цікаво, що такі дверцята в оригінальних револьверах Кольта розташовані з правого боку, що було більш зручно для стрільця-шульги; утримуючи револьвер лівою рукою правою можна було легко видаляти і заряджати набої. Це було зроблено, тому що револьвери повинні були використовувати в кавалерії, а тому вважали, що револьвер і поводи будуть тримати лівою рукою, а заряджати і розряджати револьвер правою.
Оскільки барабан в таких револьверах закріплений спереду і позаду в рамі, а рама зазвичай товста, револьвер з фіксованими барабанами мають дуже міцну конструкцію. Саме тому багато сучасних мисливських револьверів великого калібру базуються саме на конструкціях з фіксованим барабаном. Револьвери з фіксованими барабанами можуть стріляти найпотужнішими набоями, але вони повільні у заряджання і не можуть використовувати обойми швидкого заряджання, оскільки одночасно можно зарядити лише одну камору.

### Переламні

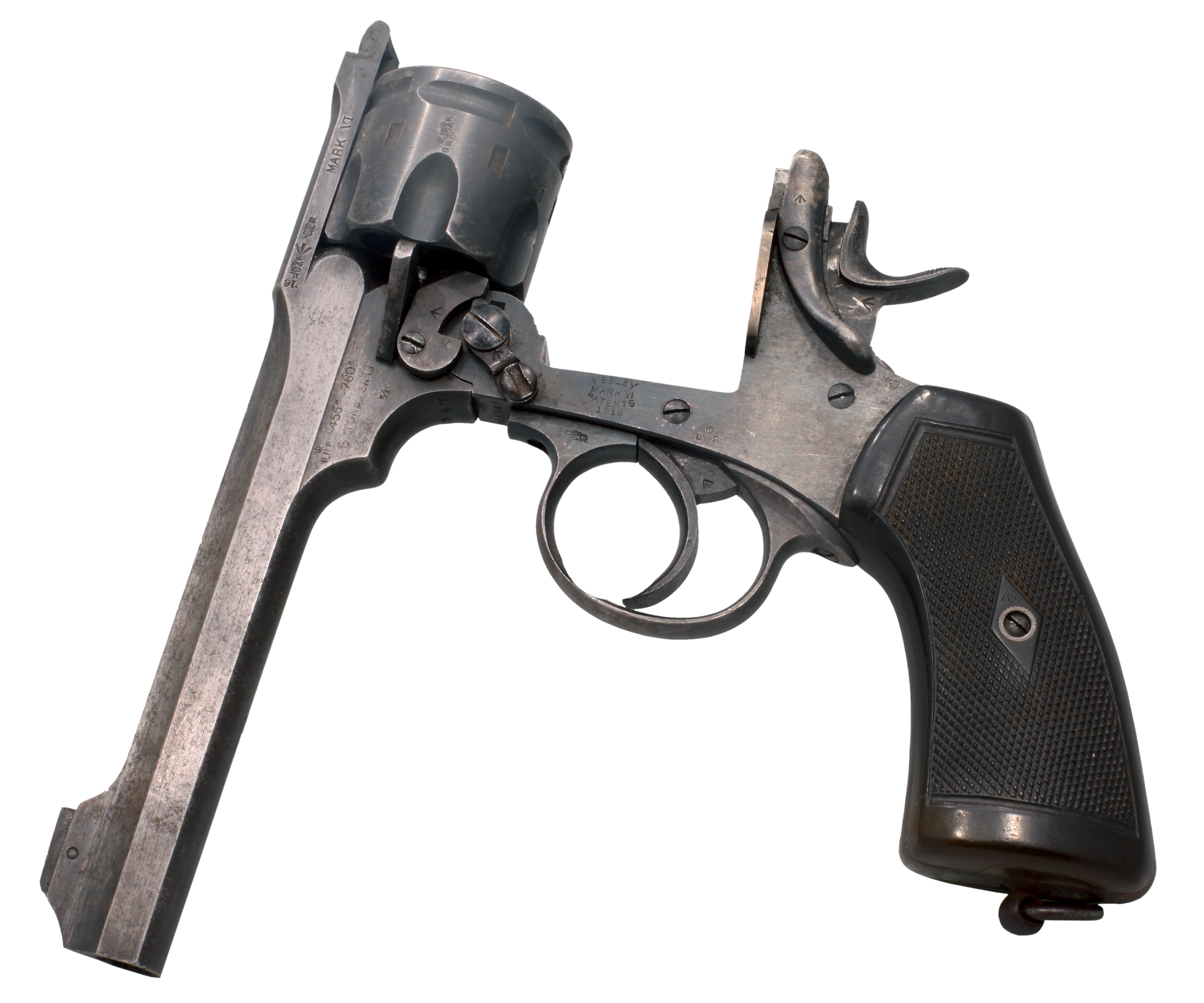
Службовий револьвер Webley Mk VI .455 калібру у відкритому стані

Наступним різновидом заряджання револьверів стала так звана конструкція top break (англ. переламна згори). У переламних згори револьверах, рама шарнірно прикріплена до нижньої передньої частини барабана. Натискання на замок і штовхання ствола вниз піднімало барабан, при цьому тилова частина барабану була відкрита для заряджання. У більшості переламних револьверів при опусканні ствола екстрактор в барабані виштовхує набої з камор назад настільки далеко, що вони можуть вільно випасти або їх можно легко прибрати. Далі можна вставити набої, по одному або усі разом за допомогою прискорювача заряджання або обойми швидкого заряджання. Після заряджання ствол та барабан обертали назад і замикали, револьвер був готовий для стрільби. Оскільки рамка складається з двох частин, які утримуються разом засувкою в верхній задній частині барабана, з переламних револьверів неможна стріляти набоями з високим тиском або набоями типу «magnum». Переламні конструкції здебільшого зникли зі світу вогнепальної зброї, але часто зустрічаються серед пневматичної зброї.
Найбільш відомим «переламним» револьвером є службовий револьвер Webley (а також майже схожий за конструкцією револьвер Enfield), який використовували британські військові з 1889 по 1963 роки. Американський злочинець Джессі Джеймс використовував переламний револьвер Шофілда Модель 3, а Російська імперія закупала схожий револьвер під набій .44 «російський» Smith & Wesson Модель 3 з 1870 по 1895 роки.

### Поворотно-відкидний барабан

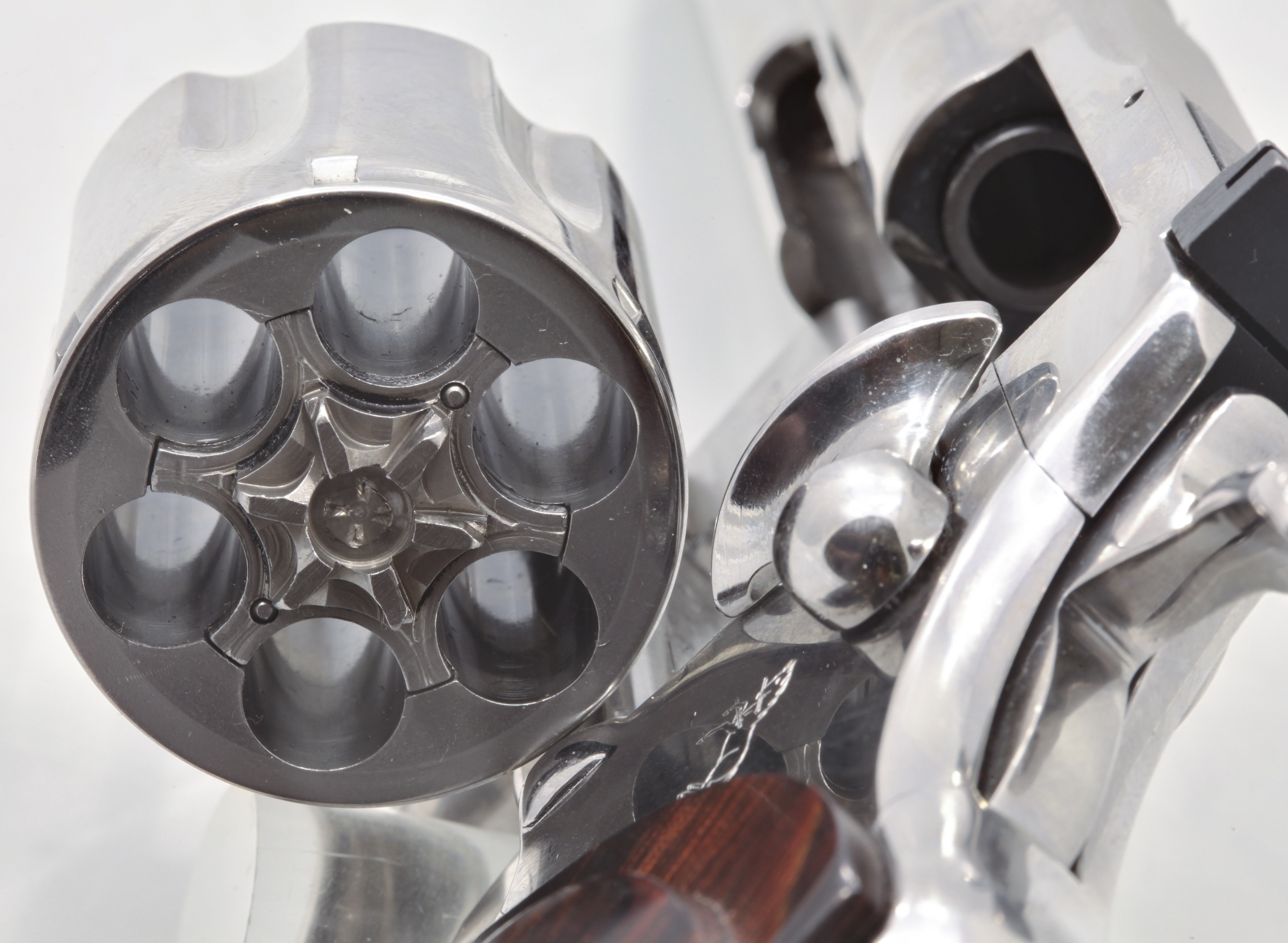
Приклад револьвера з поворотно-відкидним барабаном

Найсучаснішим методом заряджанні та розряджання револьвера є поворотно-відкидний барабан. Барабан встановлено на шарнірі співвісно до камор і відкидається назовні та вниз (у більшості випадків вліво, оскільки більшість стрільців є правшами і використовують ліву руку для заряджання барабану). Екстрактор можно задіяти за допомогою штока розташованого в передній частині барабану. При натисканні на шток, він виштовхує стріляні гільзи одночасно (як і в переламних моделях, хід екстрактора розраховано так, що не відстріляні набої не випадають з барабану). Після цього барабан можна зарядити, по одному набою або за допомогою прискорювача заряджання, закрити та зафіксувати на місці.
Поворотна частина яка утримує барабан має назву кран; це слабке місце поворотно-відкидної конструкції. Використання методу, який часто зображують у фільмах, на телебаченні та відеоіграх, коли барабан відкривають та закривають одним рухом руки може насправді призвести до того, що кран з часом згинається, а тому камори барабана будуть не збігатися зі стволом. Не сумісність між каморою та стволом є дуже небезпечним, оскільки це може завадити виходу кулі з камори. Це збільшує тиск в каморі, пошкоджує кулю та потенційно може призвести до розриву барабана, якщо куля застрягне.
Удар пострілу може досить сильно вплинути на кран, так як в більшості конструкцій барабан утримується закритим тільки в одній точці, в задній частині барабана. Міцніші конструкції, наприклад Ruger Super Redhawk, мають замок на крані, а також замок у задній частині барабану. Ця засувка забезпечує більш надійне з'єднання між барабаном і рамою і дозволяє використовувати більші і потужніші набої. Поворотно-відкидні барабани досить міцні, але менш міцні ніж фіксовані барабани, а заряджати треба обережно щоб не пошкодити кран.

## Принцип дії
Повертаючись на одну комору навколо своєї осі при кожному натисканні на спусковий гачок, барабан займає положення, що комора з черговим набоєм опиняється позаду ствола стрілецької зброї, а бойок револьвера, у свою чергу, знаходиться позаду тієї ж комірки. Таким чином зброя готова до здійснення пострілу. Місткість набоїв у барабані залежить від кількості комірок у ньому, проте, як правило, вона становить 5-8 зарядів. Після стрільби усі стріляні гільзи з барабана вилучаються вручну, або за допомогою шомпола.